# Benjamín Galdames
Benjamín Ignacio Galdames Millán (* 24. Februar 2001 in Mexiko-Stadt) ist ein mexikanisch-chilenischer Fußballspieler.

## Karriere

### Verein
Geboren wurde Benjamín Galdames in Mexiko-Stadt, da sein Vater Pablo Galdames als Profifußballspieler zu dieser Zeit beim CD Cruz Azul spielte. Benjamín begann seine Karriere wie sein Vater und seine Geschwister bei Unión Española. Dort schaffte es der Mittelfeldspieler 2018 in den Profikader. Im Juli 2023 wechselte Galdames zu Atlético San Luis.

### Nationalmannschaft
Benjamín Galdames kann zwischen seinem Geburtsland Mexiko und dem Herkunftsland seiner Eltern Chile wählen. In der U-21 Mexikos spielte der Mittelfeldspieler bei einem Freundschaftsspiel gegen Rumänien und beim Turnier von Toulon, bei dem Mexiko den dritten Platz erreichte.
Im Dezember 2021 wurde Galdames von Nationaltrainer Gerardo Martino für das Freundschaftsspiel gegen Chile nominiert, kam aber nicht zum Einsatz. Die chilenische Einladung zur Nationalmannschaft hatte der Mittelfeldspieler abgelehnt.

## Sonstiges
Benjamín Galdames ist der Sohn vom chilenischen Nationalspieler Pablo und Bruder der Profifußballspieler Pablo und Thomas Galdames.